# Colin Davis (músic)
Sir Colin Davis, CH, CBE (Weybridge, Surrey, 25 de setembre de 1927 - 14 d'abril de 2013) fou un director d'orquestra britànic.

## Biografia
Estudià clarinet al Royal College of Music de Londres, aconseguint importants mèrits, com l'oportunitat d'estrenar la sonatina per a clarinet i piano de Malcolm Arnold el 1951, però no va ser admès en el curs de direcció a causa de tenir un nivell de piano no gaire alt. Tot i això, crea l'orquestra de Kalmar amb uns amics, dirigida per ell mateix.
El 1952, Davis va treballar al Royal Festival Hall, i a finals dels anys 1950 dirigeix la BBC Scottish Orquesta. Va tenir un llarg èxit quan va reemplaçar Otto Klemperer. A l'any següent substitueix Thomas Beecham. Durant els anys 1960 col·labora amb la Sadler's Wells Opera, amb l'Orquestra Simfònica de Londres i l'Orquestra Simfònica de la BBC. El 1967 va debutar a la Metropolitan de Nova York. El 1971 substitueix Sir Georg Solti com a director musical del Royal Opera House, Covent Garden, fins al 1986. Ha aparegut igualment al Festival de Salzburg.
Es converteix en un intèrpret destacat d'òperes de Michael Tippett, del qual estrena The Knot Garden (1970), de The Ice Break (1977) i The Mask of Time (1984). El 1977 es converteix en el primer director d'orquestra anglès que apareix al Festival de Bayreuth (consagrat a òperes de Richard Wagner) on va dirigir Tannhäuser.
Va dirigir l'Orquestra Simfònica de la Ràdio de Baviera a Múnic, on va destacar en les interpretacions d'obres de Mozart, i l'Orquestra Simfònica de Boston abans de ser nomenat director titular de l'Orquestra Simfònica de Londres el 1995. Fou director honorari de l'Staatskapelle de Dresden.

## Vida personal
Son pare, Reginald, fou soldat durant la Primera Guerra Mundial. Sa mare, Lillian, tocava el piano. Tenia dos germans, Normand i Howard i 4 germanes. El 1949, Davis es va casar amb la soprano April Cantelo. Van tenir dos nens, Suzanne i Cristóbal. El matrimoni va acabar el 1964, i -aquell mateix any- Davis es va casar amb Ashraf Naini (coneguda amb el renom de "Shamsi"), la jove iraniana que havia estat l'au-pair de la família. Per satisfer tant les autoritats iranianes com les britàniques, la parella va haver de casar-se tres vegades, una vegada a l'Iran i dues vegades al Regne Unit: a l'ambaixada iraniana i en una cerimònia regular britànica civil. Tingueren cinc fills.

## Discografia
Va enregistrar sobretot per al segell Philips.
- Són destacats els seus enregistraments de les obres completes de Berlioz.
- Realitzà molts recitals i enregistraments al costat del pianista Claudio Arrau.
- The Last Night of the Proms, amb l'Orquestra simfònica i cor de la BBC, Societat Coral i Jessye Norman.
- Enregistrament de l'última nit dels PROMS londinenca en els anys 1969 i 1972, amb obres d'Elgar, Berlioz, Wagner, Felix Mendelssohn, Henry Wood, Thomas Arne, Händel i Hubert Parry.
- Oratori A Child of our time, de Michael Tippett, amb els Cantants de la BBC, Societat Coral de la BBC, Orquestra Simfònica de la BBC i J. Norman, J. Baker, i altres (Philips).
- Òperes: Der Freischütz de Weber, Hänsel und Gretel de Humperdinck i La flauta màgica de Mozart.